# Conor Dwyer
Conor James Dwyer (Winnetka, 10 de janeiro de 1989) é um nadador norte-americano, campeão olímpico.

## Carreira
No Pan de Guadalajara 2011 obteve três medalhas de prata e uma de ouro, com o revezamento dos Estados Unidos.
No Campeonato Mundial de Esportes Aquáticos de 2011 obteve o ouro no revezamento americano dos 4x200 metros livres.
Classificou-se para os Jogos Olímpicos de Londres 2012, onde obteve uma medalha de ouro com o revezamento 4x200 m livre.